# 蔣顒
蔣顒（1459年—1552年），字思誠，號介石，浙江台州府臨海縣人，匠籍，明朝政治人物。

## 生平
成化十九年（1483年）癸卯科浙江鄉試第四十二名舉人，成化二十三年（1487年）中式丁未科會試第七十五名，三甲第一百七十一名進士。授南京刑部主事，升本部员外郎，弘治十三年（1500年）十月轉湖廣按察司僉事，分巡武昌，十八年正月考察不謹闲住。嘉靖三十一年卒，祀台州鄉賢祠。著有《逹意録》。

## 家族
曾祖蔣仲才；祖父蔣敏敘；父蔣璇，教諭。母彭氏。具庆下。弟颛、願、頵。